# Herb gminy Wińsko

Herb gminy do 2021

Herb gminy Wińsko – symbol gminy Wińsko, ustanowiony przed 2003, obecna wersja obowiązuje od 27 maja 2021.

## Wygląd i symbolika
Herb przedstawia na tarczy w polu srebrnym ciemnobrązowy fragment muru obronnego, zakończony wieżą zwieńczoną koniczyną oraz zieloną gałąź winorośli ułożona wzdłuż wysokości wieży, z liściem u szczytu i gronem winnym. Nad murem umieszczono złotą sześcioramienną gwiazdę. 